# Axel Gyllenkrok (Generalleutnant)

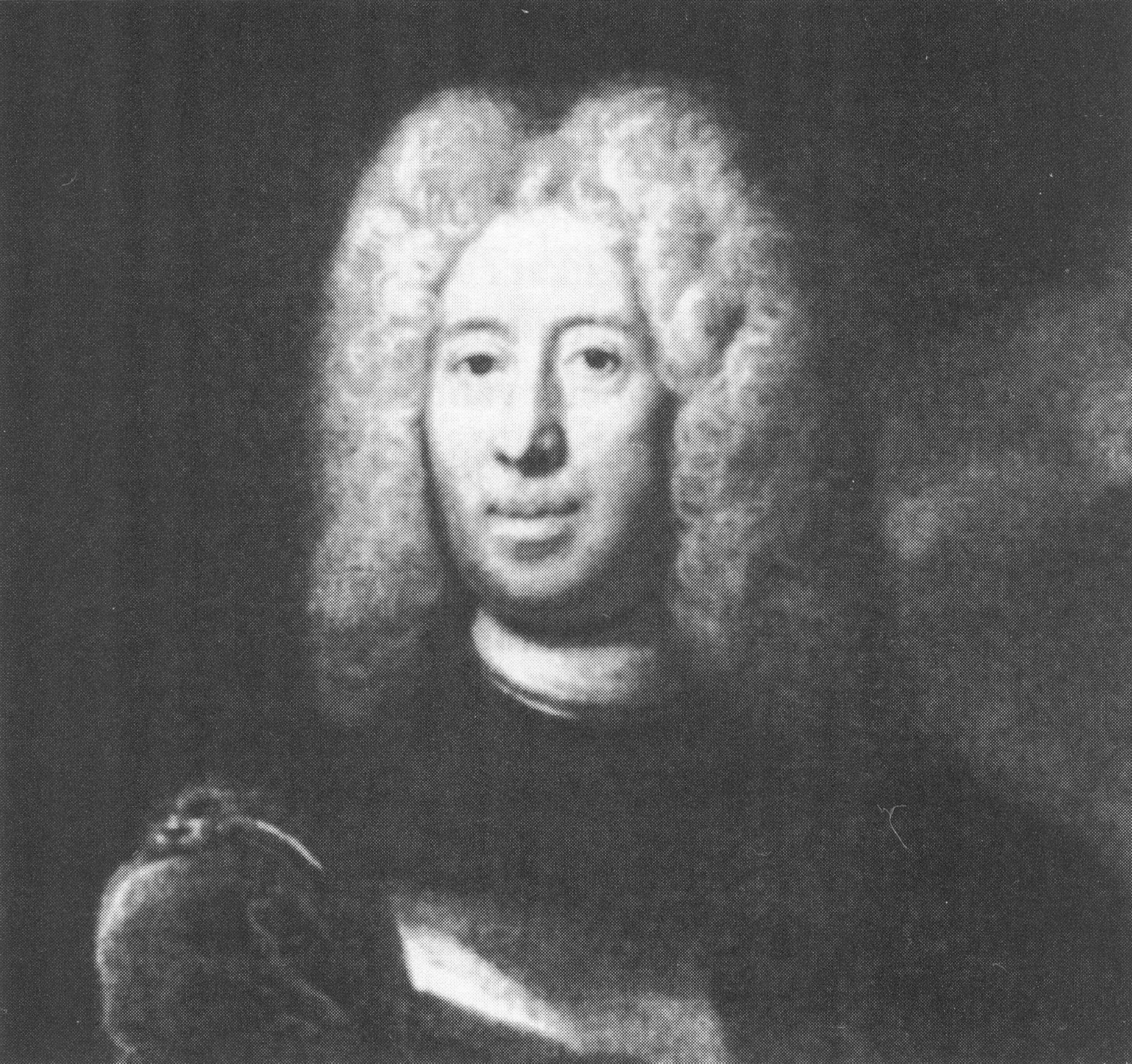
Axel Gyllenkrok

Axel Gyllenkrok (* 16. August 1665 in Åbo; † 17. September 1730) war ein Baron und schwedischer General zur Zeit des Großen Nordischen Krieges.

## Leben
Gyllenkrok wurde in Åbo in die Familie des Assessors Anders Krok (nach dem Erhalt eines Adelstitels Gyllenkrok) hineingeboren. Im Alter von 18 Jahren trat er den Dienst in der Leibgarde an und machte schnell Karriere: 1686 befehligte er bereits eine Kompanie im Rang eines Hauptmanns. Um seine Kenntnisse in der Militärkunst zu vertiefen, diente er sieben Jahre in der Französischen Armee. Er beteiligte sich dort an vielen Kämpfen und Belagerungen von Festungen. Im Jahr 1701 wurde er Major. Zu Beginn des Großen Nordischen Krieges beteiligte sich Axel Gyllenkrok an der Ausschiffung der Schwedischen Armee auf die Insel Seeland. Bekanntheit erlangte er als General-Quartiermeister Karls XII. Weiterhin war er für die operative Planung von Angriffen zuständig: seine Sammlung von Landkarten und Ortsbeschreibungen wurden von Karl XII. für die Vorbereitung von Feldzügen in Polen und Russland genutzt. Während der Kampfhandlungen in Kurland im Jahr 1703 wurde Gyllenkrok General-Quartiermeister-Leutnant.
Nach der Niederlage der Schweden in der Schlacht bei Poltawa am 27. Juni 1709 folgte Gyllenkrok dem König in das Osmanische Reich. Von dort aus wurde er zusammen mit einer kleinen Einheit von 300 bis 400 Schweden und 900 Saporoger Kosaken an die polnische Grenze geschickt. Er sollte in Polen Verbindung mit der Schwedischen Armee unter dem Kommando von General Krassow aufnehmen. Unterwegs wurde er allerdings mit den Truppen bei Czernowitz (das unter osmanischer Kontrolle stand) von einer Überzahl russischer Einheiten überwältigt – er kapitulierte am 24. September 1709. Eine andere Auffassung gibt der Bericht des Festungshauptmanns Schulz an die „Verteidigungskommission des Schwedischen Parlaments“ aus dem Jahr 1723: das Ziel der Gyllenkrok-Operation war, durch den Einsatz auf osmanischem Territorium die Türken gegen die Russen aufzubringen. Die schwedischen Offiziere wurden tief in das Innere Russlands gebracht. Gyllenkrok kam als Gefangener nach Moskau und lebte dort unter schwierigen Bedingungen. Die ersten Anzeichen einer psychischen Erkrankung wurden im März 1712 sichtbar. Später wurde er, wie auch viele andere, aus Moskau weggebracht. Der Ort, an den er kam, nannte Gyllenkrok in Briefen Wosskressenskij. Im Jahr 1722 kehrte er nach Schweden zurück, bekam den Rang eines Generalleutnants und das Amt des Landshövdings von Göteborg und des umgebenden Bohuslän. Axel Gyllenkrok starb auf seinem Landgut am 17. September 1730.
Seit 1932 trägt eine Straße in Göteborg seinen Namen.